# Trabalho de campo
O trabalho de campo constitui parte de um experimento científico. É uma atividade realizada por pesquisadores na natureza ou no local onde o fenômeno estudado ocorre naturalmente. Engloba a coleta e/ou registro de dados, caracteres, informações relativas ao fenômeno ou objeto de estudo. Diferencia-se das atividades executadas dentro de um laboratório de pesquisa. 
Trabalhos de campo, como outras atividades científicas, possuem peculiaridades de metodologia de acordo com a área ou subárea científica em que se enquadram. Ex.: um trabalho de campo de Biologia pode incluir medição de comprimento de folhas de uma determinada planta, enquanto um trabalho de campo de Antropologia pode incluir entrevistar pessoas em uma dada população. Na geografia, o trabalho de campo consiste em observar e descrever a paisagem.